# Vessels
Vessels —en español: Buques— es el segundo álbum de la banda estadounidense de Rock Alternativo Starset, fue lanzado al mercado el 20 de enero de 2017 a través del sello discográfico Razor & Tie. Su primer sencillo "Monster" llegó al puesto Nº 3 de la lista. El segundo sencillo, "Satellite", alcanzó el número 12 en la misma tabla en noviembre de 2017. El 28 de septiembre de 2018 se lanzó una edición de lujo del álbum titulado Vessels 2.0.

## Recepción
El disco fue muy elogiado por Loudwire, afirmando que Vessels funciona en múltiples niveles. Si usted está buscando la participación de pistas singulares para llenar su lista de reproducción, este disco tiene varias canciones que podrían mantener la banda en la radio durante un largo plazo. Pero si usted está buscando una conexión más profunda y una experiencia de sonido completa, realmente Vessels lleva al oyente a un viaje musical y temáticamente, utilizan sintetizadores, tambores, guitarras y Bates' en momentos de ensueño, en otras ocasiones un enfoque vocal agresivo.

## Lista de canciones
| N.º | Título              | Duración |  |
| 1.  | «The Order»         | 1:06     |  |
| 2.  | «Satellite»         | 3:59     |  |
| 3.  | «Frequency»         | 4:41     |  |
| 4.  | «Die for You»       | 5:17     |  |
| 5.  | «Ricochet»          | 5:10     |  |
| 6.  | «Starlight»         | 4:46     |  |
| 7.  | «Into the Unknown»  | 4:30     |  |
| 8.  | «Gravity of You»    | 4:46     |  |
| 9.  | «Back to the Earth» | 4:13     |  |
| 10. | «Last to Fall»      | 5:03     |  |
| 11. | «Bringing It Down»  | 5:48     |  |
| 12. | «Unbecoming»        | 4:10     |  |
| 13. | «Monster»           | 4:16     |  |
| 14. | «Telepathic»        | 4:42     |  |
| 15. | «Everglow»          | 7:54     |  |

| Vessels 2.0 – Deluxe edition |                                                |             |          |  |
| N.º                          | Título                                         | Producer(s) | Duración |  |
| 16.                          | «Bringing It Down - Version 2.0»               |             | 4:58     |  |
| 17.                          | «Die for You» (versión acústica)               |             | 4:30     |  |
| 18.                          | «Telepathic» (versión acústica)                |             | 3:51     |  |
| 19.                          | «Starlight» (versión acústica)                 |             | 4:47     |  |
| 20.                          | «Ricochet» (versión acústica)                  |             | 4:52     |  |
| 21.                          | «Satellite» (versión acústica)                 |             | 3:50     |  |
| 22.                          | «Love You to Death» (cover de Type O Negative) |             | 5:32     |  |
| 23.                          | «Telepathic» (Not Your Dope remix)             |             | 3:37     |  |
| 24.                          | «Satellite» (TRAILS remix)                     |             | 2:49     |  |

## Posicionamiento en lista
| Lista (2017)                       | Posiciones |
| ---------------------------------- | ---------- |
| Australian Albums (ARIA)           | 52         |
| Austria (Ö3 Austria)               | 56         |
| Canadá (Billboard Canadian Albums) | 60         |
| Estados Unidos (Billboard 200)     | 11         |
| US Alternative Albums              | 2          |

## Personal
- Dustin Bates - voz principal, teclados, guitarras
- Brock Richards - guitarra, coros
- Ron DeChant - bajo, teclados, coros
- Adam Gilbert - batería